# Championnats du monde de lutte 1996
Les  Championnats du monde de lutte 1996 se sont tenus du 29 au 31 août 1996 à Sofia ; seules les épreuves de lutte féminine se sont tenues. 

## Femmes
| Épreuves | Or                        | Argent                    | Bronze                 |
| -------- | ------------------------- | ------------------------- | ---------------------- |
| 44 kg    | Zhong Xiue (CHN)          | Almuth Leitgeb (AUT)      | Shoko Yoshimura (JPN)  |
| 47 kg    | Tricia Saunders (USA)     | Angélique Berthenet (FRA) | Miho Adachi (JPN)      |
| 50 kg    | Olga Smirnova (RUS)       | Yoshiko Endo (JPN)        | Ida Hellström (SWE)    |
| 53 kg    | Anna Gomis (FRA)          | Jennifer Ryz (CAN)        | Ryoko Sakae (JPN)      |
| 57 kg    | Sara Eriksson (SWE)       | Jackie Berube (USA)       | Lene Aanes (NOR)       |
| 61 kg    | Mikiko Miyazaki (JPN)     | Natalia Ivanova (RUS)     | Stéphanie Groß (GER)   |
| 65 kg    | Yayoi Urano (JPN)         | Doris Blind (FRA)         | Elmira Kurbanova (RUS) |
| 70 kg    | Christine Nordhagen (CAN) | Galina Ivanova (BUL)      | Lise Golliot (FRA)     |
| 75 kg    | Liu Dongfeng (CHN)        | Kristie Stenglein (USA)   | Sha Ling-li (TPE)      |